# Жіночий антифашистський фронт Македонії
Жіночий антифашистський фронт Македонії (мак. Антифашистички фронт на жените на Македонија, трансліт. Antifašistički front na ženite na Makedonija; скорочено AFŽ) — феміністичний рух доби Другої світової війни в Македонії та попередник кількох сучасних феміністських організацій у Північній Македонії.

## Опис
Був утворений волонтерами 1942 року разом з іншими Жіночими антифашистськими фронтами в Югославії та був одним із чотирьох, що також став організованим рухом опору.
Найвідомішою постаттю руху була Веселінка Малінська, ветеранка національно-визвольної війни Македонії та учасниця АСНОМ, батько якої брав участь в Ілінденському повстанні 1903 року. Рух був тісно пов'язаний з грецькою організацією часів громадянської війни Національним визвольним фронтом, що включав значну кількість партизанок. Попередниками організації були комісії по роботі з жінками Македонської комуністичної партії, засновані навесні 1943 року. Вони нелегально сформували перші комітети в Кавадарчі та Неготіно в болгарській окупаційній зоні Югославії. Організація була офіційно заснована 14 грудня 1944 року в Скоп'є, через місяць після захоплення міста в листопаді. Вони видавали журнал "Македонка" ("Македонка"), який був першим жіночим журналом, що видавався македонською мовою в Македонії.
Основна мета AFŽ полягала в покращенні шкільної освіти для жінок та підвищенні рівня їхньої грамотності, оскільки більшість неграмотних на той час були жінками. Організацію, як і її союзників, Національний визвольний фронт та Національно-визвольну асоціацію молоді в грецькій Македонії, грецький уряд після завершення Другої світової війни визнав «злочинною».